# تششمه سفيد سفلي (مقاطعة دالاهو)
تششمه‌سفيد سفلي (بالفارسية: چشمه‌سفید سفلی) هي قرية تقع في قسم غوراني الريفي (مقاطعة دالاهو) في إيران. يقدر عدد سكانها بـ 69 نسمة .